# Radek Galaš
Radek Galaš (* 21. ledna 1967 Cheb) je český policista, laický historik, kurátor a publicista, specializující se na historii českého četnictva a kriminalistiky, ředitel Muzea Policie České republiky, který tvrdí, že v září 2023 se svým týmem na 80 % objasnil vraždu Otýlie Vranské.

## Životopis
Vystudoval Střední průmyslovou školu báňskou v Příbrami (1986). Po maturitě pracoval jako důlní technik v Měděnci u Klášterce nad Ohří. Po sametové revoluci v roce 1989 nastoupil k policii. V policejních řadách prošel řadou funkcí; v roce 1999 absolvoval na policejní akademii. Od roku 2003 pracoval na Policejním prezidiu České republiky, od roku 2012 působí v Muzeu Policie České republiky jako vedoucí oddělení Správy sbírek.
Galaš se zabývá dějinami bezpečnostních sborů, především v období Rakouska-Uherska a za první republiky, zejména výstrojí a výzbrojí. Zaznamenává s kolegy příběhy padlých příslušníků četnictva a policie od roku 1918 do současnosti. Je jedním ze zakladatelů občanského sdružení Četnická pátrací stanice Praha, odborným poradcem na seriálech České televize Četníci z Luhačovic (2017) a Svět pod hlavou (2017). Spolupracuje s Českým rozhlasem a televizí na pořadech popularizujících historii (např. Gejzír, Bitva o rozhlas, Historie českého zločinu). Spoluautor publikace o stráži obrany státu (2002). Od roku 2007 je jedním z organizátorů každoroční Mezinárodní konference policejních historiků a rediguje konferenční almanach.
Zahrál si malé cameo role policisty resp. četníka v seriálech Případy 1. oddělení (35. díl), Četníci z Luhačovic (6. díl) a Místo zločinu České Budějovice (3. díl).